# Judío en la ciudad
Judío en la Ciudad o Jew in the City (en inglés) es una organización judía ortodoxa estadounidense sin fines de lucro.

## Misión
La organización fue fundada en 2007 por Allison Josephs inicialmente con la misión de romper los estereotipos sobre los judíos religiosos ofreciendo una mirada humorística y significativa al judaísmo ortodoxo  y creando contenido original en las redes sociales en un esfuerzo por ofrecer una percepción más matizada del Comunidad ortodoxa. En 2013, Jew in the City amplió su programación a los antiguos judíos haredíes que los interrogaban después de que un ex - jasídico se le acercara.pareja que dijo ser fanática del trabajo y que buscaba seguir siendo religiosa, a pesar de que había abandonado su comunidad de origen. Basándose en esta necesidad, Jew in the City lanzó el Proyecto Makom, que ayuda a los antiguos judíos haredi y a los que cuestionan a encontrar su lugar en la ortodoxia. Debido a que las personas que asistieron al Proyecto Makom tenían pasados tan traumáticos, Allison Josephs se dio cuenta de que las peores historias que aparecen en los medios de comunicación sobre la comunidad ortodoxa no son en realidad estereotipos, sino que son las situaciones más abusivas que existen. En una publicación de blog en 2018, anunció que debido a este descubrimiento, ella y su junta habían decidido actualizar la misión de la organización. La declaración de misión actual de Jew in the City es: Jew in the City revierte las asociaciones negativas sobre los judíos religiosos al presentar un enfoque basado en la bondad, la tolerancia, la sinceridad y el pensamiento crítico y hace que el judaísmo ortodoxo atractivo y significativo sea conocido y accesible.

## Historia
Criada en un hogar judío conservador , Allison Josephs se convirtió en una baalat teshuvá de la ortodoxia durante su adolescencia. Después de graduarse con una licenciatura en Filosofía de la Universidad de Columbia , trabajó en varios programas de alcance judío, incluido Partners in Torah , donde encontró estudiantes con conceptos erróneos negativos sobre la ortodoxia.
Creó la personalidad de Internet "Judío en la ciudad" para usar los medios en línea para llegar a una amplia red de personas, de modo que cualquiera pudiera hacerle preguntas a un judío ortodoxo y conocer la realidad detrás de los estereotipos.
"Jew in the City" comenzó en 2007 con un sitio web y redes sociales  llenas de artículos y videos que daban una mirada íntima al mundo de la ortodoxia. Si bien Josephs comenzó usando viñetas de su vida para crear artículos y videos, a medida que el personal se expandió  y se incorporaron escritores independientes , los artículos y videos ahora son un esfuerzo de equipo. En ocasiones, Josephs responde directamente a los incidentes de prejuicio percibido en los informes de los medios sobre judíos ortodoxos. La organización de la ciudad ha ampliado para ofrecer servicios de consultoría y capacitación en diversidad cultural empresarial para los medios de comunicación.
El trabajo ha sido elogiado en medios de comunicación como The Wall Street Journal , NPR , The Daily Beast , Yahoo! News , The Jewish Press , The Jewish Week y Arutz Sheva .  En 2012, Josephs fue nombrada una de las 10 principales influyentes judías en las redes sociales  y en 2013 fue nombrada una de los 36 menores de 36 años de The Jewish Week , una lista de judíos influyentes menores de 36 años.
Jew in the City ha aparecido en una variedad de publicaciones ortodoxas, desde centristas   hasta haredi, pero también ha habido detractores, incluidos antisemitas y miembros de la comunidad haredi que creen que una mujer que hace videos no es modesta. Josephs también ha sido calificada de ingenua por su artículo que intenta cerrar la brecha entre las comunidades reformistas y ortodoxas sobre la controversia sobre las Mujeres del Muro .
En 2016, su artículo y su video corto sobre la " brecha de la piel " provocaron discusiones en sitios web como Glossy y Grok Nation , el programa de radio Nachum Segal y otros lugares.